# ناحیه حسین دای
ناحیه حسین دای (به عربی: دائرة حسین دای) یک ناحیه در الجزایر است که در استان الجزیره واقع شده‌است. ناحیه حسین دای ۲۴۴٬۸۷۹ نفر جمعیت دارد.